# Rudolf Amelunxen

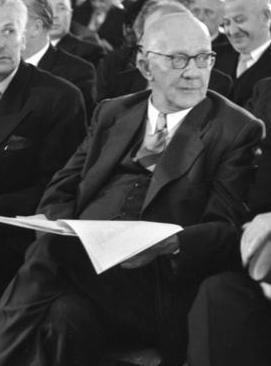
Amelunxen in 1954

Rudolf Amelunxen (Keulen, 30 juni 1888 – Düsseldorf, 21 april 1969) was een Duits politicus (Zentrumspartei).
Amelunxen was lid van de katholieke Zentrumspartei en werkte van 1919 tot 1932 voor de Pruisische overheid. Sinds 1926 was hij regeringspresident van Münster.
In 1945 werd Amelunxen in de Britse bezettingszone tot president van de deelstaat Noordrijn-Westfalen en van 1946 tot 1947 was hij minister-president van Noordrijn-Westfalen. Na de landdagsverkiezingen aldaar in 1947, werd hij vervangen door Karl Arnold (CDU). Van 1947 tot 1950 was Amelunxen minister van Sociale Zaken van Noordrijn-Westfalen en daarna minister van Justitie van die deelstaat. In 1949 was Amelunxen kandidaat voor het bondspresidentschap van de Bondsrepubliek Duitsland. Tot 1958 was hij lid van de Landdag van Noordrijn-Westfalen. Sinds 1949 was hij voor de Zentrumspartei lid van de Bondsdag.
In de jaren '50 liet hij van zich horen als tegenstander van het plaatsen van atoomwapens in de Bondsrepubliek Duitsland.